# Sovere
Sovere (lombardul: Sùer) település Olaszországban, Lombardia régióban, Bergamo megyében. Lakosainak száma 5238 fő (2023. január 1.). Sovere Bossico, Endine Gaiano, Solto Collina, Cerete, Pianico, Lovere és Gandino községekkel határos.

## Népesség
A település lakossága az elmúlt években az alábbi módon változott:
| Lakosok száma | 5350 | 5319 | 5238 |
|               | 2017 | 2018 | 2023 |